# Virtus Aversa 2023-2024
Questa voce raccoglie le informazioni riguardanti la Virtus Aversa nelle competizioni ufficiali della stagione 2023-2024.

## Stagione
Nella stagione 2023-24 la Virtus Aversa assume la denominazione sponsorizzata di Wow Green House Aversa.
Partecipa per la prima volta al campionato di Serie A2 classificandosi decima al termine della regular season.
La posizione in regular season consente al club di accedere anche alla Coppa Italia di Serie A2, dove viene eliminata negli ottavi di finale dal Prata.

## Organigramma societario
Area direttiva
- Presidente: Sergio Di Meo
- Vicepresidente: Francesco De Paola
- Direttore Generale: Sergio Jr Di Meo
- Direttore Sportivo: Alberico Vitullo
- Team Manager: Pasquale Moschetti
- Segreteria Generale: Italo Stefanelli

Area tecnica
- Allenatore: Sandro Passaro (fino al 30 gennaio 2024), Giacomo Tomasello (dal 30 gennaio 2024)
- Allenatore in seconda: Stefano Beltrame
- 3º Allenatore: Ignazio Nappa
- Scout Man: Stefano Beltrame
- Responsabile Settore Giovanile: Agostino Sozio

Area comunicazione
- Relazioni Esterne: Sergio Di Meo
- Addetto Stampa: Ernesto Di Girolamo

Area sanitaria
- Medico Sociale: Gianluca Golia
- Preparatore Atletico: Paolo Della Volpe
- Fisioterapista: Giuseppe Menale

## Rosa
| N° | Nome                | Ruolo | Data di nascita  | Nazionalità sportiva |
| -- | ------------------- | ----- | ---------------- | -------------------- |
| 1  | Riccardo Pinelli    | P     | 17 febbraio 1991 | Italia               |
| 2  | Edoardo Spignese    | L     | 26 novembre 2003 | Italia               |
| 3  | Andrea Argenta      | O     | 1º giugno 1996   | Italia               |
| 4  | Bruno Canuto        | S     | 2 maggio 1990    | Brasile              |
| 5  | Gordan Lyutskanov   | S     | 11 aprile 1997   | Bulgaria             |
| 6  | Luca Presta         | C     | 6 dicembre 1995  | Italia               |
| 7  | Salvatore Rossini   | L     | 13 luglio 1986   | Italia               |
| 8  | Morgan Biasotto     | O     | 17 febbraio 2003 | Italia               |
| 9  | Luca Spagnuolo      | P     | 18 marzo 1998    | Italia               |
| 10 | Luca Chiapello      | S     | 10 luglio 2002   | Italia               |
| 11 | Francesco Schioppa  | S     | 7 maggio 2000    | Italia               |
| 12 | Mario Gatto         | C     | 9 novembre 2005  | Italia               |
| 14 | Alberto Marra       | C     | 18 novembre 1998 | Italia               |
| 15 | Marinfranco Agrusti | C     | 26 gennaio 1999  | Italia               |

## Mercato
| Acquisti | Acquisti            | Acquisti            | Acquisti   |
| R.       | Nome                | da                  | Modalità   |
| -------- | ------------------- | ------------------- | ---------- |
| C        | Marinfranco Agrusti | Alessano            | definitivo |
| O        | Morgan Biasotto     | Rinascita Lagonegro | definitivo |
| S        | Bruno Canuto        | Amigos do Vôlei     | definitivo |
| S        | Luca Chiapello      | Cuneo               | definitivo |
| P        | Riccardo Pinelli    | Emma Villas         | definitivo |
| C        | Luca Presta         | New Mater           | definitivo |
| L        | Salvatore Rossini   | Modena              | definitivo |
| P        | Luca Spagnuolo      | Valtrompia          | definitivo |
| L        | Edoardo Spignese    | Meta                | definitivo |

| Cessioni | Cessioni                | Cessioni            | Cessioni   |
| R.       | Nome                    | a                   | Modalità   |
| -------- | ----------------------- | ------------------- | ---------- |
| S        | Francesco Barretta      | Bari                | definitivo |
| L        | Edoardo Di Meo          | ?                   | ?          |
| C        | Stefano Diana           | Spike Devils        | definitivo |
| L        | Nicola Fortunato        | Rinascita Lagonegro | definitivo |
| S        | Andrea Gasparini        | Tricolore           | definitivo |
| S        | Dario Iannaccone        | Prata               | definitivo |
| C        | Lorenzo Pasquali        | Bari                | definitivo |
| S        | Mariano Pietronorio     | Alessano            | definitivo |
| P        | Matteo Pistolesi        | Savigliano          | definitivo |
| P        | Lorenzo Ricci Maccarini | Folgore Massa       | definitivo |

## Risultati

### Serie A2

#### Girone di andata
| 1ª Giornata - 15 ottobre 2023 PalaFrancescucci, Casnate con Bernate    | Libertas Brianza  | 1 - 3 | Virtus Aversa     | 25-20, 17-25, 31-33, 21-25        |
| 2ª Giornata - 22 ottobre 2023 PalaJacazzi, Aversa                      | Virtus Aversa     | 3 - 0 | Lupi Santa Croce  | 25-23, 25-22, 25-21               |
| 3ª Giornata - 29 ottobre 2023 PalaCastagnaretta, Cuneo                 | Cuneo             | 3 - 0 | Virtus Aversa     | 26-24, 25-14, 25-22               |
| 4ª Giornata - 1º novembre 2023 PalaJacazzi, Aversa                     | Virtus Aversa     | 3 - 2 | Impavida Ortona   | 25-22, 15-25, 25-15, 25-27, 15-11 |
| 5ª Giornata - 4 novembre 2023 PalaCrisafulli, Pordenone                | Prata             | 3 - 0 | Virtus Aversa     | 25-22, 31-29, 25-17               |
| 6ª Giornata - 12 novembre 2023 PalaJacazzi, Aversa                     | Virtus Aversa     | 2 - 3 | Pineto            | 25-20, 19-25, 20-25, 25-22, 13-15 |
| 7ª Giornata - 19 novembre 2023 PalaJacazzi, Aversa                     | Virtus Aversa     | 3 - 2 | Tricolore         | 25-21, 26-28, 23-25, 25-16, 15-12 |
| 8ª Giornata - 26 novembre 2023 PalaDeAndré, Ravenna                    | Porto Robur Costa | 3 - 1 | Virtus Aversa     | 25-21, 22-25, 26-24, 25-16        |
| 9ª Giornata - 1º dicembre 2023 PalaJacazzi, Aversa                     | Virtus Aversa     | 0 - 3 | Porto Viro        | 19-25, 18-25, 17-25               |
| 10ª Giornata - 6 dicembre 2023 PalaGrotte, Castellana Grotte           | New Mater         | 3 - 2 | Virtus Aversa     | 32-30, 31-33, 20-25, 25-19, 15-12 |
| 11ª Giornata - 10 dicembre 2023 PalaJacazzi, Aversa                    | Virtus Aversa     | 3 - 2 | Emma Villas       | 25-22, 17-25, 31-33, 25-15, 15-10 |
| 12ª Giornata - 17 dicembre 2023 PalaJacazzi, Aversa                    | Virtus Aversa     | 3 - 2 | Atlantide Brescia | 28-26, 25-22, 15-25, 21-25, 15-9  |
| 13ª Giornata - 26 dicembre 2023 Palasport Grottazzolina, Grottazzolina | M&G               | 3 - 0 | Virtus Aversa     | 28-26, 25-22, 29-27               |

#### Girone di ritorno
| 14ª Giornata - 30 dicembre 2023 PalaJacazzi, Aversa                | Virtus Aversa     | 0 - 3 | Libertas Brianza  | 19-25, 22-25, 26-28               |
| 15ª Giornata - 31 gennaio 2024 PalaParenti, Santa Croce sull'Arno  | Lupi Santa Croce  | 0 - 3 | Virtus Aversa     | 17-25, 21-25, 13-25               |
| 16ª Giornata - 14 gennaio 2024 PalaJacazzi, Aversa                 | Virtus Aversa     | 1 - 3 | Cuneo             | 25-20, 19-25, 22-25, 23-25        |
| 17ª Giornata - 21 gennaio 2024 Palasport Comunale, Ortona          | Impavida Ortona   | 3 - 1 | Virtus Aversa     | 20-25, 25-19, 25-22, 25-18        |
| 18ª Giornata - 27 gennaio 2024 PalaJacazzi, Aversa                 | Virtus Aversa     | 0 - 3 | Prata             | 21-25, 23-25, 18-25               |
| 19ª Giornata - 4 febbraio 2024 Pala Santa Maria, Pineto            | Pineto            | 3 - 2 | Virtus Aversa     | 25-22, 24-26, 25-17, 21-25, 15-12 |
| 20ª Giornata - 11 febbraio 2024 PalaBigi, Reggio nell'Emilia       | Tricolore         | 3 - 1 | Virtus Aversa     | 17-25, 25-18, 25-23, 25-17        |
| 21ª Giornata - 18 febbraio 2024 PalaJacazzi, Aversa                | Virtus Aversa     | 3 - 2 | Porto Robur Costa | 26-24, 20-25, 19-25, 25-21, 15-8  |
| 22ª Giornata - 25 febbraio 2024 Palazzetto dello Sport, Porto Viro | Porto Viro        | 3 - 1 | Virtus Aversa     | 25-17, 27-25, 18-25, 25-22        |
| 23ª Giornata - 3 marzo 2024 PalaJacazzi, Aversa                    | Virtus Aversa     | 1 - 3 | New Mater         | 22-25, 23-25, 26-24, 20-25        |
| 24ª Giornata - 11 marzo 2024 PalaMensSana, Siena                   | Emma Villas       | 3 - 2 | Virtus Aversa     | 25-23, 20-25, 25-16, 15-25, 15-12 |
| 25ª Giornata - 17 marzo 2024 PalaSanFilippo, Brescia               | Atlantide Brescia | 2 - 3 | Virtus Aversa     | 25-22, 22-25, 17-25, 25-22, 12-15 |
| 26ª Giornata - 24 marzo 2024 PalaJacazzi, Aversa                   | Virtus Aversa     | 3 - 1 | M&G               | 25-21, 25-22, 21-25, 26-24        |

### Coppa Italia di Serie A2
| Gara 1 Ottavi di finale - 13 aprile 2024 PalaCrisafulli, Pordenone | Prata         | 3 - 0 | Virtus Aversa | 25-13, 25-22, 25-21        |
| Gara 2 Ottavi di finale - 21 aprile 2024 PalaJacazzi, Aversa       | Virtus Aversa | 1 - 3 | Prata         | 25-22, 14-25, 24-26, 20-25 |

## Statistiche

### Statistiche di squadra
| Competizione             | Punti | In casa | In casa | In casa | In trasferta | In trasferta | In trasferta | Totale | Totale | Totale |
| Competizione             | Punti | G       | V       | P       | G            | V            | P            | G      | V      | P      |
| ------------------------ | ----- | ------- | ------- | ------- | ------------ | ------------ | ------------ | ------ | ------ | ------ |
| Serie A2                 | 28    | 13      | 7       | 6       | 13           | 3            | 10           | 26     | 10     | 16     |
| Coppa Italia di Serie A2 |       | 1       | 0       | 1       | 1            | 0            | 1            | 2      | 0      | 2      |
| Totale                   | -     | 14      | 7       | 7       | 14           | 3            | 11           | 28     | 10     | 18     |

G = partite giocate; V = partite vinte; P = partite perse 

### Statistiche dei giocatori
| Giocatore     | Serie A2 | Serie A2 | Serie A2 | Serie A2 | Serie A2 | Coppa Italia di Serie A2 | Coppa Italia di Serie A2 | Coppa Italia di Serie A2 | Coppa Italia di Serie A2 | Coppa Italia di Serie A2 | Totale | Totale | Totale | Totale | Totale |
| Giocatore     | P        | PT       | AV       | MV       | BV       | P                        | PT                       | AV                       | MV                       | BV                       | P      | PT     | AV     | MV     | BV     |
| ------------- | -------- | -------- | -------- | -------- | -------- | ------------------------ | ------------------------ | ------------------------ | ------------------------ | ------------------------ | ------ | ------ | ------ | ------ | ------ |
| M. Agrusti    | 13       | 18       | 13       | 5        | 0        | 2                        | 7                        | 4                        | 2                        | 1                        | 15     | 25     | 17     | 7      | 1      |
| A. Argenta    | 26       | 450      | 389      | 40       | 21       | 2                        | 22                       | 19                       | 3                        | 0                        | 28     | 472    | 408    | 43     | 21     |
| M. Biasotto   | 25       | 45       | 40       | 3        | 2        | 2                        | 2                        | 2                        | 0                        | 0                        | 27     | 47     | 42     | 3      | 2      |
| B. Canuto     | 26       | 321      | 269      | 33       | 19       | 2                        | 26                       | 23                       | 3                        | 0                        | 28     | 347    | 292    | 36     | 19     |
| L. Chiapello  | 22       | 24       | 17       | 5        | 2        | 2                        | 4                        | 4                        | 0                        | 0                        | 24     | 28     | 21     | 5      | 2      |
| M. Gatto      | 2        | 0        | 0        | 0        | 0        | 0                        | 0                        | 0                        | 0                        | 0                        | 2      | 0      | 0      | 0      | 0      |
| G. Lyutskanov | 26       | 410      | 339      | 25       | 46       | 2                        | 22                       | 19                       | 0                        | 3                        | 28     | 432    | 358    | 25     | 49     |
| A. Marra      | 26       | 169      | 96       | 56       | 17       | 2                        | 6                        | 3                        | 3                        | 0                        | 28     | 175    | 99     | 59     | 17     |
| R. Pinelli    | 26       | 34       | 3        | 20       | 11       | 2                        | 2                        | 0                        | 1                        | 1                        | 28     | 36     | 3      | 21     | 12     |
| L. Presta     | 26       | 172      | 124      | 41       | 7        | 2                        | 4                        | 4                        | 0                        | 0                        | 28     | 176    | 128    | 41     | 7      |
| S. Rossini    | 26       | 0        | 0        | 0        | 0        | 2                        | 0                        | 0                        | 0                        | 0                        | 28     | 0      | 0      | 0      | 0      |
| F. Schioppa   | 2        | 0        | 0        | 0        | 0        | 0                        | 0                        | 0                        | 0                        | 0                        | 2      | 0      | 0      | 0      | 0      |
| L. Spagnuolo  | 22       | 0        | 0        | 0        | 0        | 2                        | 0                        | 0                        | 0                        | 0                        | 24     | 0      | 0      | 0      | 0      |
| E. Spignese   | 5        | 0        | 0        | 0        | 0        | 0                        | 0                        | 0                        | 0                        | 0                        | 5      | 0      | 0      | 0      | 0      |

P = presenze; PT = punti totali; AV = attacchi vincenti; MV = muri vincenti; BV = battute vincenti